# I'll Cry If I Want To
| Recensione | Giudizio |
| ---------- | -------- |
| AllMusic   |          |

I'll Cry If I Want To è il primo album della cantante pop statunitense Lesley Gore, pubblicato dalla Mercury Records nel giugno del 1963.

## Tracce

### LP (1963, Mercury Records, MG 20805/SR 60805)
Lato A
1. It's My Party – 2:19 (Herbert Wiener, John Gluck Jr., Wally Gold) – Registrato il 30 marzo 1963 al Bell Sound Studios di New York
2. Cry Me a River – 2:12 (Arthur Hamilton) –  Registrato il 18 maggio 1963 al A&R Recording Studio di New York
3. Cry – 2:06 (Churchill Kohlman) – Registrato il 23 maggio 1963 al A&R Recording Studio di New York
4. Just Let Me Cry – 2:10 (testo: Ben Raleigh – musica: Mark Barkan) – Registrato il 14 maggio 1963 al A&R Recording Studio di New York
5. Cry and You Cry Alone – 2:00 (Hilda H. Earnhart) –  Registrato il 18 maggio 1963 al A&R Recording Studio di New York
6. No More Tears – 2:22 (testo: Sandy Baron – musica: Mark Barkan) –  Registrato il 18 maggio 1963 al A&R Recording Studio di New York

Durata totale: 13:09
Lato B
1. Judy's Turn to Cry – 2:12 (testo: Edna Lewis – musica: Beverly Ross) – Registrato il 14 maggio 1963 al A&R Recording Studio di New York
2. I Understand – 1:52 (Kim Gannon, Mabel Wayne) – Registrato il 23 maggio 1963 al A&R Recording Studio di New York
3. I Would – 2:23 (testo: Kurt Feltz (orig.), Edna Lewis – musica: Werner Scharfenberger) –  Registrato il 18 maggio 1963 al A&R Recording Studio di New York
4. Misty – 2:17 (testo: Johnny Burke – musica: Erroll Garner) – Registrato il 14 maggio 1963 al A&R Recording Studio di New York
5. What Kind of Fool Am I? – 1:41 (Leslie Bricusse, Anthony Newley) – Registrato il 23 maggio 1963 al A&R Recording Studio di New York
6. The Party's Over – 2:01 (testo: Betty Comden, Adolph Green – musica: J. Fine) – Registrato il 14 maggio 1963 al A&R Recording Studio di New York>

Durata totale: 12:26

## Musicisti
- Lesley Gore – voce
- Claus Ogerman – conduttore orchestra, arrangiamenti
- Componenti orchestra non accreditati (batteria, basso, pianoforte, chitarre, trombe, sassofoni, timpani, marimba, vibrafono, percussioni, organo, clavicembalo, ondioline, cori)

### Produzione
- Quincy Jones – produzione, note retrocopertina
- Registrazioni effettuate al Bell Sound e A&R Studios di New York City, New York
- Phil Ramone e Don Frey (alternati) – ingegneri delle registrazioni [4]

## Classifica
Album
| Anno | Classifica    | Posizione raggiunta |
| ---- | ------------- | ------------------- |
| 1963 | Billboard 200 | 24                  |

Singoli
| Anno | Titolo del brano   | Classifica            | Posizione raggiunta |
| ---- | ------------------ | --------------------- | ------------------- |
| 1963 | It's My Party      | Hot 100               | 1                   |
| 1963 | Judy's Turn to Cry | Hot 100               | 5                   |
| 1963 | It's My Party      | Hot R&B/Hip-Hop Songs | 1                   |
| 1963 | Judy's Turn to Cry | Hot R&B/Hip-Hop Songs | 10                  |